# Evin-Malmaison Communal Cemetery
Evin-Malmaison Communal Cemetery is een begraafplaats gelegen in de Franse plaats Evin-Malmaison (Pas-de-Calais). De militaire graven worden onderhouden door de Commonwealth War Graves Commission.
De begraafplaats telt 1 geïdentificeerd Gemenebest graf uit de Eerste Wereldoorlog.